# Архиепископ албански Анастасије
Анастасије Јанулатос (грч. Αναστάσιος Γιαννουλάτος, алб. Anastas Janullatos; Пиреј, 4. новембар 1929 — Атина, 25. јануар 2025) био је архиепископ Тиране, Драча и целе Албаније од 1992. до 2025.

## Биографија
Рођен је у Пиреју, Грчка 4. новембра 1929. године. Студирао је теологију на Универзитету у Атини, религиологију, мисионарење и етиологију на универзитетима у Хамбургу и Марбургу у Немачкој.
Рукоположен је за ђакона 1960, за презвитера 1964. и викарног епископа Андрусе 1972. када је именован за директора Апостолске мисије грчке цркве. 1991. године произведен је за митрополита Андрусе. Радио је много на мисионарењу на афричком континенту и ту остварио изванредне резултате.
При Светском савету цркава изабран је за председника Комисије за мисионарење и проповедање Јеванђеља у свету.
Био је редовни професор историје религија на Атинском универзитету (1972-1997) и дописни члан Атинске академије од 1993. Као професор Теолошког факултета у Атини изабран је за декана 1983. године. Био је почасни професор теологије Богословског факултета Часног Крста у САД и катедре за теологију Богословског факултета Аристотеловог универзитета у Солуну, као и почасни члан Богословске академије Москве, Пољопривредног факултета у Атини.
Као архиепископ Албаније (1992-2025), уз огромне тешкоће уздигао је из рушевина Православну аутокефалну Цркву Албаније.
Добитник је низа одликовања, међу којима и велики крст Реда части Републике Грчке. Добитник је Ордена Светог Јована Владимира 2016. године.

## Дела
- Духови Мбандуа и оквир њихових обреда (1970)
- Господ сјаја. Бог племена Кенијске горе (1971)
- Облици афричких обреда (1971)
- Ислам. религиошки преглед (1975)
- Глобализам и православље (2002)